# Elba (villa)
Elba es una villa ubicada en el condado de Genesee en el estado estadounidense de Nueva York. En el año 2000 tenía una población de 696 habitantes y una densidad poblacional de 264 personas por km².

## Geografía
Elba se encuentra ubicada en las coordenadas 43°4′35″N 78°11′2″O / 43.07639, -78.18389.

## Demografía
Según la Oficina del Censo en 2000 los ingresos medios por hogar en la localidad eran de $47,614, y los ingresos medios por familia eran $51,042. Los hombres tenían unos ingresos medios de $40,156 frente a los $30,192 para las mujeres. La renta per cápita para la localidad era de $18,246. Alrededor del 5.7% de la población estaban por debajo del umbral de pobreza.